# 新道 前篇朱実の巻
『新道 前篇朱実の巻』（しんどう ぜんぺんあけみのまき）は、1936年に公開された五所平之助監督の日本映画。
菊池寛の小説が原作。

## スタッフ
- 監督 - 五所平之助[1]
- 脚色 - 五所平之助、野田高梧[2]
- 原作 - 菊池寛[1]
- 撮影 - 小原譲治[1]
- 美術監督 - 五所福之助[5]
- 音楽 - 福田幸彦[5]
- 録音 - 土橋武夫[2]
- 照明 - 水上周明[2]
- 編集 - 関口庄之助[2]

## キャスト
以下の出演者名と役名は国立映画アーカイブに従った。
- 田中絹代 - 宗方朱実
- 川崎弘子 - 従姉歌子
- 佐野周二 - 工藤一平
- 上原謙 - 弟良太
- 佐分利信 - 野上徹
- 斎藤達雄 - 宗方子爵
- 吉川満子 - 夫人
- 高峰秀子 - 次女京子
- 岡村文子 - 工藤未亡人
- 山内光 - 青木
- 大山健二 - 青野飛行士
- 笠智衆 - グライダー教官
- 谷麗光 - 一平の同僚
- 出雲八重子 - 女中A
- 和田登代子 - 女中B
- 森川まさみ - 電話交換手
- 忍節子 - 看護婦